# Yak Loum
Yak Loum es un lago y un popular destino turístico en la provincia de Ratanakiri en el noreste de Camboya. Está ubicado aproximadamente a 3 millas (5 km) de la capital provincial, Banlung, el hermoso lago ocupa un cráter volcánico de 4.000 años de antigüedad. Debido a la gran profundidad del lago (157 pies o 48 metros), el agua es excepcionalmente limpia y clara. El lago es casi perfectamente redondo y mide alrededor de 0,45 millas (0,72 km) de diámetro. Está rodeado de grandes árboles y bosques ricos, con lluvia abundante, que son el hogar de muchas aves exóticas y loros.